# جون روانجومبوا
جون روانجومبوا (بالإنجليزية: John Rwangombwa)‏ هو محاسب وسياسي ومصرفي رواندي. يعمل حاليًا حاكم البنك الوطني الرواندي والمصرف المركزي والمنظم المصرفي الوطني الرواندي. تم تعيينه في هذا المنصب في 25 فبراير 2013.

## الخلفية والتعليم
درس روانجومبوا في جامعة ماكيريري في كمبالا في أوغندا، تخرج بشهادة بكالوريوس تجارة وتخصص في المحاسبة. وهو حاصل أيضًا على درجة الماجستير في إدارة الأعمال في تخصص المحاسبة من كلية ماستريخت للإدارة في هولندا.

## عمله
بدأ عمله في سلطة الإيرادات في رواندا حيث ترقى إلى رتبة نائب مفوض في الجمارك لشؤون العمليات حيث كان يعمل بهذه الوظيفة من شهر يونيو 1998 إلى شهر فبراير 2002. ثم التحق بوزارة المالية والتخطيط الاقتصادي في عام 2002 كمدير لإدارة الخزانة الوطنية. في عام 2005 شغل منصب المحاسب العام الأول في الوزارة. في وقت لاحق من ذلك العام تم تعيينه أمينًا دائمًا وأمينًا للخزانة. في عام 2009 أصبح وزير المالية والتخطيط الاقتصادي. في 25 فبراير 2013 تم تعيينه محافظًا للبنك المركزي لرواندا.
بصفته محافظ البنك المركزي يشرف جون رانكومبوا على تحديث إطار السياسة النقدية للبنك، من خلال استهداف التضخم والتخلي عن استهداف الإجمالي النقدي، تحسبًا لإنشاء اتحاد العملات في شرق إفريقيا.

## مسؤوليات أخرى
يعمل روانكومبوا كعضو في العديد من الهيئات الاستشارية بما في ذلك المجلس الاستشاري الرئاسي والمنتدى الاقتصادي العالمي في مجلس الأجندة العالمية. في الماضي من عام 2008 حتى عام 2013 شغل روانجومبوا منصب عضو مجلس إدارة بنك تنمية شرق إفريقيا.